# Campionato italiano di calcio da tavolo 2011
Il trentasettesimo campionato italiano di calcio da tavolo venne organizzato dalla F.I.S.C.T. a Chianciano Terme nel 2011.
Sono stati assegnati 6 titoli:
- Open
- Cadetti
- Veterans (Over40)
- Under19
- Under15
- Under12
- Femminile

## Risultati

### Cat. Open

#### Quarti di Finale
- Massimo Bolognino 4 - 1 Andrea Di Vincenzo
- Michelangelo Mazzilli 2 - 5 Gerardo Patruno
- Saverio Bari 4 - 3 Marco Perazzo t.p.
- Massimiliano Croatti 0 - 1  Bruno Mazzeo s.d.

#### Semifinali
- Massimo Bolognino 1 - 3 Gerardo Patruno
- Saverio Bari 1 - 0 Bruno Mazzeo

#### Finale
- Saverio Bari 3 - 2 Gerardo Patruno dts

### Cat. Cadetti

#### Quarti di Finale
- Alessandro Subazzoli 3 - 2 Mauro Castiglioni
- Matteo Resca 1 - 0 Joseph Calò
- Gaetano Monticelli 2 - 0 Maurizio Lepri
- Mauro Salvati 2 - 0 Stefano Bacchin

#### Semifinali
- Alessandro Subazzoli 3 - 2 Matteo Resca
- Gaetano Monticelli 0 - 4 Mauro Salvati

#### Finale
- Mauro Salvati 4 - 3 Alessandro Subazzoli

### Cat. Veteran

#### Quarti di Finale
- Marco Lauretti 2 - 4 Emilio Richichi t.p.
- Claudio Dogali 1 - 2 Francesco Mattiangeli
- Stefano De Francesco 3 - 1 Massimo Ciano
- Andrea Strazza 2 - 1 Cesare Santanicchia

#### Semifinali
- Emilio Richichi 2 - 1 Francesco Mattiangeli dts
- Stefano De Francesco 5 - 1 Andrea Strazza

#### Finale
- Stefano De Francesco 3 - 1  Emilio Richichi t.p.

### Cat. Under 19

#### Semifinali
- Luca Zambello 1 - 2 Carmelo Sciacca
- Matteo Del Brocco 1 - 2 Luigi Di Vito

#### Finali
- Luigi Di Vito 2 - 1 Carmelo Sciacca

### Cat. Under 15

#### Quarti di Finale
- Luca Battista 2 - 4 Micael Caviglia
- Antonio Peluso 3 - 2 Claudio Panebianco
- Luca Colangelo 5 - 0 Antonio De Francesco
- Andrea Ciccarelli 4 - 3 Emanuele Lo Casico

#### Semifinali
- Micael Caviglia 6 - 2 Antonio Peluso
- Luca Colangelo 5 - 4 Emanuele Lo Cascio

#### Finale
- Luca Colangelo 5 - 4 Micael Caviglia

### Cat. Under 12

#### Semifinali
- Matteo Ciccarelli 9 - 3 Marco Di Vito
- Ernesto Gentile 3 - 2 Paolo Zambello

#### Finale
- Ernesto Gentile 3 - 0 Matteo Ciccarelli

### Cat. Ladies

#### Finale
- Giuditta Lo Cascio 2 - 1 Eleonora Buttitta